# 浙江大学玉泉校区
浙江大学玉泉校区位于杭州市西湖区灵隐街道，紧邻杭州植物园，校區名稱得名於附近的玉泉。浙江大學自1956年建成該校區起本世紀初建成紫金港校區前，一直以該校區作為「本部」。

## 歷史
浙江大學校址本位於城東慶春門裏的原求是書院，但抗戰時流亡至貴州辦學，民國34年（1945年）抗戰勝利後，西遷的浙大重返杭州校址，辦學規模逐漸擴大。
1949年中共建政後，浙江省和杭州市劃出大片土地為文教區，浙江大學徵用了1300畝，最終由時任黨委書記兼第一副校長劉丹確定黃龍洞以西至老和山下的區塊為浙大新校址，納入杭州城市建設的總規劃和風景區建設特色規劃中。1953年7月開始動工，建造了面積為35651平方米的4幢教學大樓、面積為26183平方米的5幢學生宿舍，面積為5928平方米的實習工廠，加上生活用房和實驗室，完成達7.2萬餘平方米（108畝）；這批最早建成的建築（浙江大學玉泉校區建築群）於2017年被認定為浙江省文物保護單位。1956年，在校外東側建教職員家屬宿舍7幢，約1萬餘平方米，即現浙大求是村。1956年底新校園基本建成:120。

## 概况
校区占地面积1700多亩，校舍建筑总面积70万平米。目前浙江大学10个学院党政机关设在该校区，包括理学院、电气工程学院、机械工程学院、能源工程学院、材料科学与工程学系、化学工程与生物工程学系、信息与电子工程学系、建筑工程学院、生物医学工程与仪器科学学院、经济学院、公共管理学院、计算机科学与技术学院、软件学院等。

## 主要建筑
- 曹光彪楼
- 生仪大楼
- 高分子大楼：是一幢6层大楼，建筑面积为6600平米。由卓凌建筑设计事务所和浙江省建筑设计院设计，墙面为青灰色与砖红色，采用素混凝土墙的和门厅雨棚的独特设计。2003年7月1日开工，2004年1月1日完工。曾获得西湖杯荣誉。[2]大楼于2005年3月投入使用，为材化学院的办公实验大楼。[3]
- 玉泉毛像[4][5]

## 图片
- 道路
- 曹光彪楼
- 图书馆
- 学生宿舍楼
- 学生宿舍楼
- 生物医学工程与仪器科学学院
- 国际教育学院
- 校园与老和山

- 第一教學樓
- 第二教學樓
- 第三教學樓
- 第四教學樓
- 第五教學樓
- 第六教學樓
- 第十一教學樓
- 毛泽东塑像
- 產業樓
- 學生宿舍三
- 學生宿舍四

## 交通
主要公交车有：28路、16路、15路、21路、815路、82路、89路、527路、游5路、194路、92路。其中K89来往于浙大紫金港校区和玉泉校区之间。